# Вайт-Гіллс (Аризона)
Вайт-Гіллс (англ. White Hills — білі пагорби) — переписна місцевість (CDP) і невключена територія в США, в окрузі Могаве штату Аризона. Населення — 345 осіб (2020).

## Географія
Вайт-Гіллс розташований за координатами 35°43′27″ пн. ш. 114°24′1″ зх. д. / 35.72417° пн. ш. 114.40028° зх. д. (35.724209, -114.400368).  За даними Бюро перепису населення США в 2010 році переписна місцевість мала площу 134,48 км², уся площа — суходіл.

## Демографія
Згідно з переписом 2010 року, у переписній місцевості мешкали 323 особи в 162 домогосподарствах у складі 84 родин. Густота населення становила 2 особи/км².  Було 290 помешкань (2/км²).
Расовий склад населення:
| - 90,1 % — білих - 1,9 % — корінних американців - 1,5 % — чорних або афроамериканців - 0,3 % — вихідців з тихоокеанських островів - 0,3 % — азіатів - 2,5 % — осіб інших рас |

До двох чи більше рас належало 3,4 %. Частка іспаномовних становила 8,7 % від усіх жителів.
За віковим діапазоном населення розподілялося таким чином: 9,9 % — особи молодші 18 років, 63,2 % — особи у віці 18—64 років, 26,9 % — особи у віці 65 років та старші. Медіана віку мешканця становила 54,8 року. На 100 осіб жіночої статі у переписній місцевості припадало 124,3 чоловіків;  на 100 жінок у віці від 18 років та старших — 131,0 чоловіків також старших 18 років.
Середній дохід на одне домашнє господарство  становив 39 415 доларів США (медіана — 48 977), а середній дохід на одну сім'ю — 40 147 доларів (медіана — 48 977). За межею бідності перебувало 18,5 % осіб, у тому числі 100,0 % дітей у віці до 18 років та 11,5 % осіб у віці 65 років та старших.
Цивільне працевлаштоване населення становило 39 осіб. Основні галузі зайнятості: публічна адміністрація — 56,4 %, мистецтво, розваги та відпочинок — 23,1 %.